# Gustav Hentschel
Augustus H. "Gustav" Hentschel (5 de julho de 1896 — 7 de julho de 1980) foi um ciclista olímpico estadunidense. Representou sua nação em dois eventos nos Jogos Olímpicos de Verão de 1924.